# Mitsubishi Electric Halle

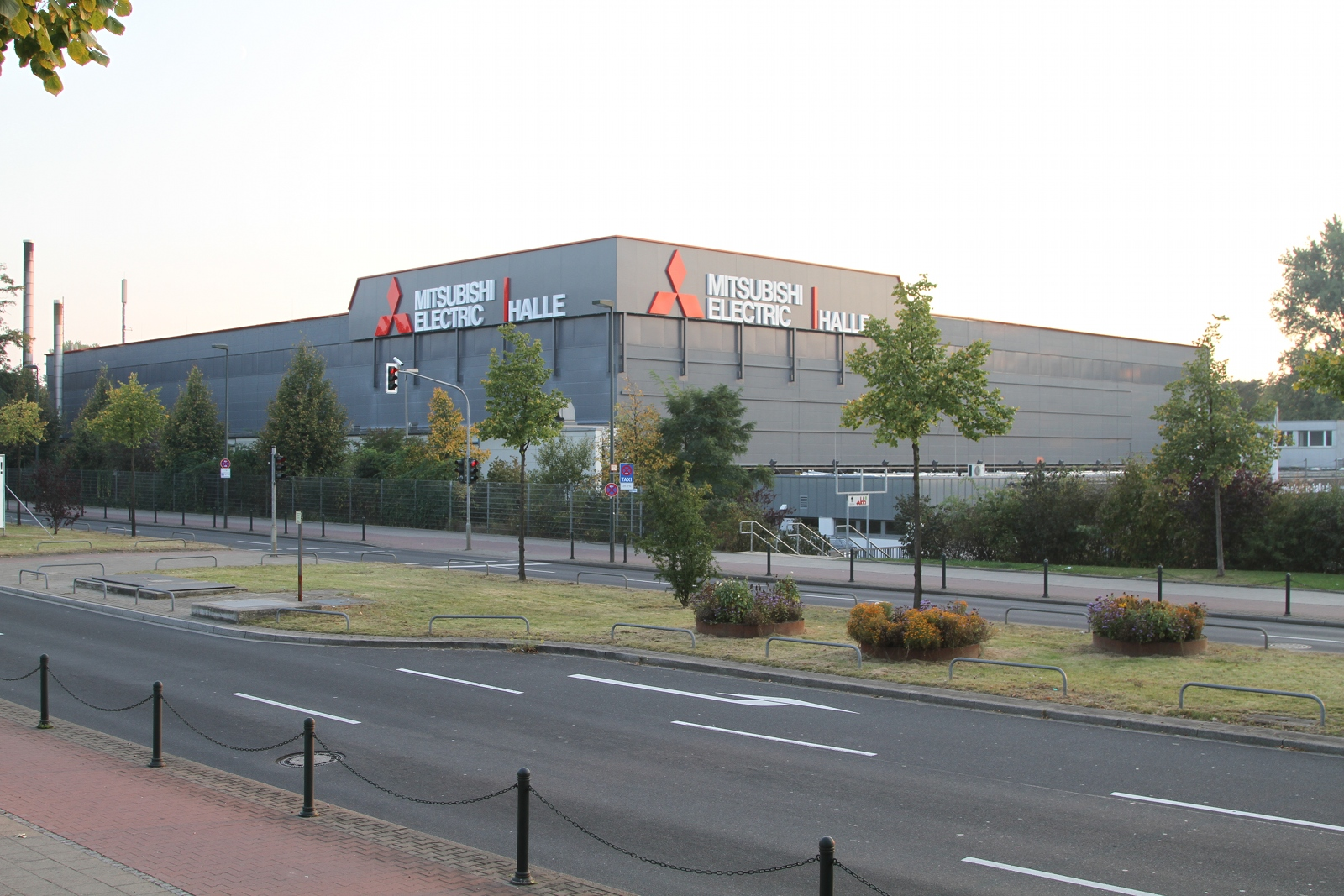
Mitsubishi Electric Halle

Il Mitsubishi Electric Halle (anche Philips Halle) è una arena coperta di Düsseldorf, Germania aperta nel 1971. L'arena ha una capacità di poco più di 7 500 persone. In origine si chiamava Dutch electronics conglomerate Philips. Nel 2011 ha preso il nome di Mitsubishi Electric Halle .
L'arena è stato il territorio di casa della squadra di pallacanestro, RheinEnergie Köln, durante i giochi dell'Euroleague 2006/2007.